# Amphiglossus decaryi
Amphiglossus decaryi är en ödleart som beskrevs av  Angel 1930. Amphiglossus decaryi ingår i släktet Amphiglossus och familjen skinkar. IUCN kategoriserar arten globalt som starkt hotad.
Artens utbredningsområde är Madagaskar. Inga underarter finns listade i Catalogue of Life.

## Bildgalleri

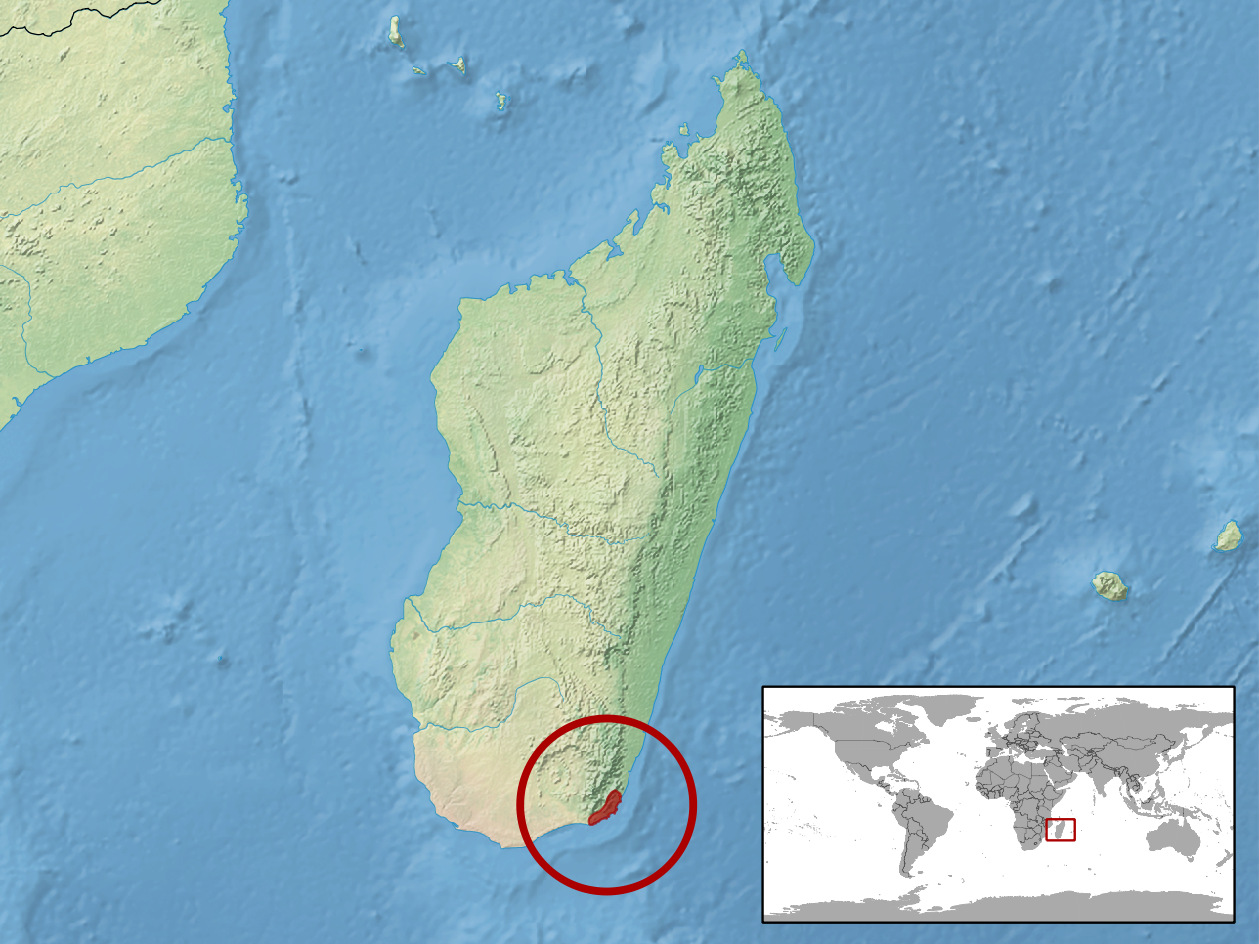